# 町田西郵便局
町田西郵便局（まちだにしゆうびんきょく）は東京都町田市にある郵便局。民営化前の分類では集配普通郵便局であった。

## 概要
住所：〒194-0299 東京都町田市小山町4275-2

## 沿革
- 1940年（昭和15年）4月1日 - 南堺（みなみさかい）郵便局として開局。
- 1964年（昭和39年）1月30日 - 電話交換事務を相模原電報電話局に移管[1]。
- 1964年（昭和39年）3月16日 - 郵便集配業務を開始。
- 1977年（昭和52年）11月28日 - 町田市小山町827から同市小山町4275-2に移転するとともに、町田西郵便局に改称。
- 1978年（昭和53年）2月20日 - 風景入通信日付印の使用を開始[2]。
- 1988年（昭和63年）9月5日 - 特定郵便局から普通郵便局に局種別改定。
- 2000年（平成12年）8月14日 - 外国通貨の両替および旅行小切手の売買に関する業務取扱を開始。
- 2007年（平成19年）10月1日 - 民営化に伴い、併設された郵便事業町田西支店に一部業務を移管。
- 2012年（平成24年）10月1日 - 日本郵便株式会社の発足に伴い、郵便事業町田西支店を町田西郵便局に統合。

## 取扱内容
- 郵便、印紙、ゆうパック、内容証明
- 貯金、為替、振替、振込、国際送金、国債
- 生命保険、バイク自賠責保険、自動車保険
- ゆうちょ銀行ATM
- 町田市内の一部地域の集配業務
なお、管轄地区の郵便ポストからの取集は八王子南郵便局が行っており、当局は町田西局前ポストのみ取集している
- ゆうゆう窓口

## 周辺
- 東京都立小山内裏公園
- サレジオ工業高等専門学校
- 境川

## アクセス
- 京王相模原線 多摩境駅から南西へ約800m（徒歩約9分）
- 国道16号（八王子バイパス） 相原ICから東へ約2km
- 神奈中バス 田端停留所下車
- 駐車場あり：6台